# Jinx (Rory Gallagher)
Jinx è il nono album in studio da solista del musicista irlandese Rory Gallagher, pubblicato nel 1982.

## Tracce
Side 1
1. Signals – 4:37
2. The Devil Made Me Do It – 2:54
3. Double Vision – 4:51
4. Easy Come Easy Go – 5:07
5. Big Guns – 3:28

Side 2
1. Jinxed – 5:01
2. Bourbon – 3:54
3. Ride On Red, Ride On – 4:19
4. Loose Talk – 3:52

## Formazione
- Rory Gallagher – voce, chitarra, armonica
- Gerry McAvoy – basso
- Brendan O'Neill – batteria, percussioni
- Bob Andrews – tastiere
- Ray Beavis – sassofono
- Dick Parry – sassofono